# Tiombe Hurd
Tiombe Hurd, född den 17 augusti 1973, är en amerikansk friidrottare som tävlar i tresteg.
Hurd deltog vid inomhus-VM 2001 i Lissabon där hon blev bronsmedaljör med ett hopp på 14,19. Utomhus samma år deltog hon vid VM i Edmonton där hon inte tog sig vidare till finalen.
2004 noterade hon sitt personliga rekord 14,45. Hon kvalificerade sig även till Olympiska sommarspelen 2004. Väl där hoppade hon 13,98 i kvalet vilket inte räckte till en plats i finalen.